# Onciale 0144
- Papyrus
- Onciale
- Minuscules
- Lectionnaire

Le Codex 0144, portant le numéro de référence 0144 (Gregory-Aland) ε 012 (von Soden), est un manuscrit du Nouveau Testament sur parchemin écrit en écriture grecque onciale.

## Description
Le codex se compose de 2 folios. Il est écrit en deux colonnes, de 28 lignes par colonne. Les dimensions du manuscrit sont 29 cm x 21 cm. Les experts datent ce manuscrit du VIIe siècle,. 
C'est un manuscrit contenant le texte incomplet de l'Évangile selon Marc (6,47-7,14). 
Le texte du codex représenté type mixte. Kurt Aland ne l'a pas placé dans aucune Catégorie. 
Lieu de conservation
Il fut conservé à la Qubbat al-Khazna à Damas en Syrie. Place actuelle du logement est inconnue.